# Irina Lützelschwab
Irina Lützelschwab (* 18. Dezember 1995) ist eine Schweizer Mountainbike-Fahrerin und Schweizer Meisterin, die sich auf den MTB-Marathon spezialisiert hat.

## Leben
Lützelschwab wuchs in Wallbach im Kanton Aargau auf.
Sie begann im Leistungssport mit Schwimmen und wechselte 2019 zum Mountainbike. Seit 2020 fährt sie Rennen. 2022 erhielt sie einen Vertrag beim Team BULLS Swiss.
Lützelschwab war 2023, 2024 und 2025 Schweizer Meisterin im Mountainbike-Marathon und EM-Dritte im Cross-Country Marathon 2023. Sie gewann das Andalucía Bike Race und den Black Forest Ultra Bike Marathon.
Die Fahrradwerkstatt Velo-Werk führt Lützelschwab in Wallbach als Familienbetrieb.
Lützelschwab lebt in Wallbach.

## Erfolge
2019
- Black Forest Ultra Bike Marathon (Marathon Damen)[4]

2020
- Sigma Sport Challenge – Ultra-Marathon[5]
- Schweizer Meisterschaft – Cross-Country Marathon[6]
- Nationalpark Bike-Marathon Scuol[7]
- Bikerennen in Schupfart[8]

2021
- Mitas 4 Islands MTB Stage Race[9] (mit Ariane Lüthi)
- Andalucía Bike Race[10] (mit Jennie Stenerhag)

2022
- 4 Stage Race Lanzarote[11]
- Andalucía Bike Race[12] (mit Janine Schneider)
- Roc d'Ardenne – Cross-Country Marathon[13]
- Belgian Mountainbike Challenge[14]
- Groupe E BerGiBike[15]
- Black Forest Ultra Bike Marathon[16]
- Ischgl Ironbike (Stage Race ITT Women Elite UCI)[17]
- Ischgl Ironbike (Stage Race HillClimb Women Elite UCI)[17]
- Eiger Bike Challenge[18]
- Schweizer Meisterschaft – Cross-Country Marathon[6]
- ALB-GOLD MTB Trophy[19]
- Capoliveri Legend Cup's Eleven[20]

2023
- Andalucía Bike Race[21] (mit Katažina Sosna)
- Roc d'Ardenne – Cross-Country Marathon[22]
- Welt Cup Nove Mesto Na Morave[23]
- Rundstreckenrennen in Möhlin, Aargauer Meisterin[24]
- Europameisterschaft – Cross-Country Marathon[25]
- Fricktalisches Rundstreckenrennen[26]
- Südtirol Dolomiti Superbike[27]
- Schweizer Meisterin – Cross-Country Marathon[1]
- Swiss Epic[28] (mit Katažina Sosna)
- Red Bull Dolomitenmann (Team in Damenwertung)[29]
- World Cup Morzine[30]
- Iron Bike Race[31]

2024
- UCI Gravel World Series Valkenburg[32]
- Raid Evolenard[1]
- Waldhaus Bike-Marathon[1]
- Black Forest Ultra Bike Marathon[33]
- Schweizer Meisterin – Cross-Country Marathon[34]
- Etzel Challenge (Streckenrekord)[35][36]
- BEMER Cyclassics 100[37]
- Chupacabras 100K[38]
- Brasil Ride Bahia[39]

2025
- Schweizer Meisterin – Cross-Country Marathon[40]

## Trivia
Lützelschwab nahm in der Woche vom 21.–25. Oktober 2024 an der ZDF-Küchenschlacht teil und wurde am 21., 22. und 23. jeweils Tagessiegerin.